# La petite église
Ne doit pas être confondu avec Petite Église.
La petite église est une chanson française composée en 1902 par Paul Delmet (1862-1904) sur un poème de Charles Fallot (1874-1939), qui a été interprétée par de nombreux artistes.

## Génèse et création de la chanson
C'est l'église Sainte-Clotilde de  Courgent, village des Yvelines arrosé par la rivière Vaucouleurs, qui inspire à Charles Fallot le poème que Paul Delmet met en musique.

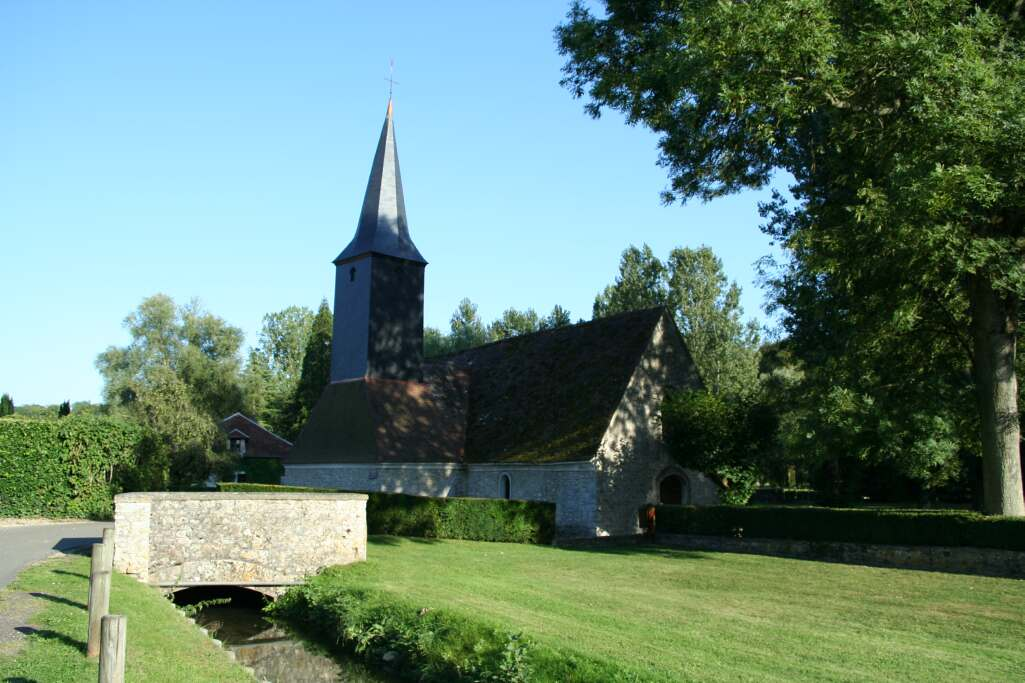
Église Sainte-Clotilde de Courgent

La chanson est créée par la chanteuse Laurence Deschamps, dédiée « à Mr l'abbé Le Roy», puis Paul Delmet lui-même l'interprète. Une version orchestrale en est enregistrée. Paul Delmet mourant en 1904, cette chanson est sa dernière œuvre connue.

## Paroles
La petite église

Paroles : Charles Fallot, musique : Paul Delmet, 1902.

Je sais une église au fond d’un hameau

Dont le fin clocher se mire dans l’eau

Dans l’eau pure d’une rivière.

Lorsque je suis las du monde et du bruit,

J’y viens à pas lents quand tombe la nuit

Faire une prière.

Des volubilis en cachent l’entrée.

Il faut dans les fleurs faire une trouée

Pour venir prier au lieu saint.

Un calme imposant y saisit tout l’être

Avec le printemps un parfum pénètre,

Muguet et jasmin.

Des oiseaux parfois bâtissent leur nid

Sur la croix de bronze où Jésus souffrit.

Le vieux curé les laisse faire.

Il dit que leur chant est l’hymne divin

Qui monte des chœurs en le clair matin

Vers Dieu notre Père.

Je sais une église au fond d’un hameau

Dont le fin clocher se mire dans l’eau

Dans l’eau pure d’une rivière.

Lorsque je suis las du monde et du bruit,

J’y viens à pas lents quand tombe la nuit

Faire une prière.
Il existe des variantes, avec notamment un couplet supplémentaire.

## Interprètes
De nombreux artistes ont inclus cette chanson dans leur répertoire :
André Claveau (1915-2003)

Jean-Baptiste Clément (1836-1903)

André Dassary (1912-1987)

Paul Delmet (1862-1904)

Michel Dens (1911-2000)

Laurence Deschamps (18..-1929/)

Aimé Doniat (1918-1973)

Clément Duhour (1911-1983)

Jack Lantier (1930-)

Jean Lumière (1895-1979)

Louis Lynel (1887-1967)

Lina Margy (1909-1973)

Colette Renard (1924-2010)

Tino Rossi (1907-1983)

Jean Sirjo (actif : années 1930-1940)

José van Dam (1940-),,.

## Distinctions
- En 1934, Jean Lumière obtient avec ce titre le Grand prix du disque[7],[12].

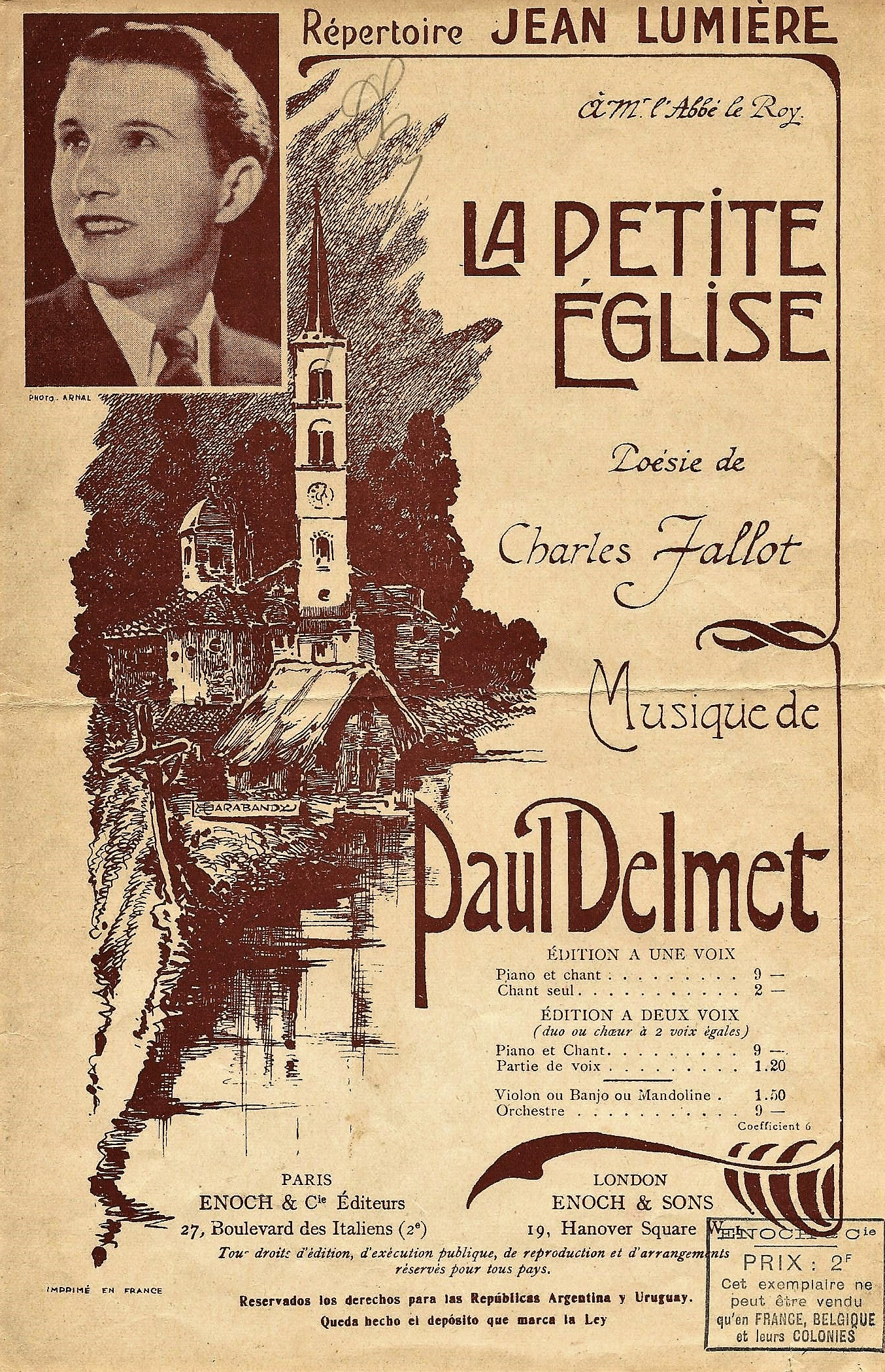
Partition de La petite église interprétée par Jean Lumière

- En janvier 1988, soit 86 ans après la création de cette œuvre, « Le hit-parade du siècle », réalisé par sondage de la Sofres pour Canal+, la SACEM et RTL, classe La petite église en 19e position des meilleures chansons du XXe siècle[13].